# Ohsam
Ohsam ist ein deutscher bzw. siebenbürgisch-sächsischer Familienname.

## Herkunft, Bedeutung und Verbreitung
Der Name leitete sich vom Taufnamen nach dem katholischen Heiligen Erasmus ab. In der deutschsprachigen Minderheit der Siebenbürger Sachsen im heutigen Rumänien war er vor allem in Braller (rumänisch Bruiu) und in Rohrbach (rumänisch Rodbav) verbreitet.

## Namensträger
- Bernhard Ohsam (1926–2001), rumäniendeutscher Journalist, Schriftsteller und Hörfunkredakteur
- Alice Peters-Ohsam (* 1929), deutsche Bildhauerin, siehe Alice Peters